# Klaus-Dieter Neubert
Klaus-Dieter Neubert   () és un remer alemany, ja retirat, que va competir sota bandera de la República Democràtica Alemanya durant les dècades de 1960 i 1970. Feia de timoner.
El 1968 va prendre part en els Jocs Olímpics d'Estiu de Ciutat de Mèxic, on fou quart en la prova del dos amb timoner del programa de rem. Quatre anys més tard, als Jocs de Múnic, guanyà la medalla d'or en la mateixa prova. Formà equip amb Jörg Lücke i Wolfgang Gunkel.
En el seu palmarès també destaquen una medalla de plata en el Campionat del Món de rem de 1974 i dues medalles en el Campionat d'Europa de rem, d'or el 1971 i de bronze el 1973, sempre en el dos amb timoner.